# Syndrome de fasciculations bénignes
Pour les articles homonymes, voir BFS.

Fasciculations de la paupière supérieure dans le cadre d'un syndrome de fasciculations bénignes chez un homme de 19 ans.

Le syndrome de fasciculations bénignes, ou syndrome crampes-fasciculations, en anglais : benign fasciculation syndrome (BFS) est un trouble banal et sans gravité de l'excitabilité neuromusculaire caractérisé par des fasciculations (contractions de fascicules musculaires) qui peuvent survenir de manière occasionnelle ou  continue, souvent répétitives. Pouvant concerner n'importe quel muscle strié, elles sont particulièrement fréquentes au niveau des paupières, des bras et des jambes. La langue est parfois affectée.
De manière générale, le fait de contracter volontairement le muscle supprime les fasciculations qui reprennent quand le muscle revient au repos. La cause du syndrome de fasciculations bénignes est probablement multifactorielle.

## Signes et symptômes
Le symptôme principal du BFS est la présence de fasciculations, qu’elles soient généralisés au corps entier, ou localisées dans une zone. Les autre symptômes sont les suivants, :
- fatigue généralisée ;
- douleurs musculaires ;
- anxiété ;
- intolérance à l'effort ;
- paresthésies[3] ;
- crampes[4].

D'autres symptômes sont parfois présents :
- réflexes exagérés[2],[5] ;
- raideurs musculaires ;
- tremblements ;
- sensations de vibration ;
- démangeaisons ;
- myoclonies

Les symptômes du BFS sont présents dans les muscles au repos et n'entraînent pas de véritable faiblesse musculaire.
De l'anxiété accompagne souvent le BFS et de nombreuses personnes affectées souffrent d'hypocondrie. Le BFS peut évoquer les symptômes de pathologies beaucoup plus graves telles que la sclérose latérale amyotrophique.

## Causes
La cause précise du syndrome de fasciculations bénignes est inconnue pour l’instant.
Il existe des similarités intrigantes entre le BFS et l'empoisonnement chronique aux organophosphorés, mais ces similarités n'ont pour le moment pas été étudiées. Il est possible qu'une augmentation chronique du taux d'hormones liées au stress puisse causer des symptômes similaires à ceux causés par les organophosphorés.[réf. nécessaire]
Le BFS peut également être attribué à l'usage à long terme d'anticholinergiques tels que la diphenhydramine ou à celui des opiacés, mais est le plus souvent présent dans le dernier cas lors d'un syndrome de sevrage. Par ailleurs, certains hypnotiques comme le Zolpidem peuvent créer des fasciculations avec douleurs musculaires, voir plus rarement une neuropathie périphérique.
Une carence en magnésium peut causer à la fois des fasciculations et de l'anxiété.
Des recherches récentes mettent en évidence une association entre les fasciculations diffuses accompagnées de paresthésies et la neuropathie des petites fibres chez 82 % des patients ayant un électromyogramme normal,.
Un cas suspecté de neuropathie par intolérance au gluten est décrit par le Journal of Chiropractic Medicine (vol. 13, no 3, septembre 2014) dans l'observation d'un homme de 28 ans souffrant de fasciculations constantes et diffuses. Les fasciculations sont d'abord apparues au niveau de l'œil gauche pendant 6 mois, avant de s'étendre à d'autres parties du corps, à l'œil droit suivi des lèvres puis des mollets, cuisses et fesses. Les fasciculations touchaient parfois un seul muscle ou bien tous les muscles ci-dessus simultanément. De plus, une sensation constante de "vibration" dans les jambes était rapportée. Des troubles intestinaux apparurent 8 mois après le début des fasciculations. Le patient rapportait également souffrir d'un manque de concentration et de fatigue généralisée. Un test sanguin révéla un taux d'anticorps très élevé contre un certain nombre d'aliments tels que le blé, le seigle, l'épeautre, les produits laitiers et plus généralement contre le gluten. Après un régime adapté durant 6 mois, les fasciculations avaient complètement disparu. Le gluten fut suspecté d'être la cause des fasciculations par un mécanisme d'hypersensibilité entrainant une neuropathie.

## Diagnostic
Le BFS est un diagnostic d'exclusion : il ne peut être posé qu’après avoir vérifié l'absence de morbidités pouvant s'accompagner des mêmes symptômes : neuropathie périphérique, atteinte des racines cervicales ou lombaires, ou atteinte des motoneurones de la corne antérieure. L'EMG est alors l'examen-clef, car il permet d'dentifier sans ambiguïté ces diverses affections par la détection de signes de dénervation aiguë ou chronique des muscles symptomatiques.
Un autre aspect dans le diagnostic du BFS est la recherche d'une faiblesse musculaire (ou parésie).
L'absence de faiblesse musculaire, associé à un EMG normal ou non évocateur d'une pathologie grave et une absence de signe de Babinsky et de Hoffman permet d'assurer le diagnostic de fasciculations bénignes.
Une autre anormalité fréquemment retrouvée dans le BFS est une exagération des réflexes ostéotendineux. Le bilan sanguin est normal. Selon le neurologue John C. Kincaid de l'Indiana University School of Medicine :

« En l'absence de signes cliniques et électromyographiques en faveur d'une autre maladie neurologique, le diagnostic de fasciculations bénignes est porté. Je suggère que ces patients soient suivis pendant un an ou plus à l'aide d'examens cliniques et électromyographiques espacés de 6 mois avant d'être sûr du diagnostic de fasciculations bénignes. Ma façon de traiter des fasciculations qui apparaissent bénignes est d'abord de rassurer le patient sur le fait qu'aucune maladie menaçante ne soit présente. »

## Traitement
Un certain degré de contrôle des fasciculations peut être obtenu avec le même traitement que celui du tremblement essentiel, c'est-à-dire grâce aux bêta-bloquants et aux anticonvulsivants. Cependant, l'approche la plus efficace est souvent de traiter l'anxiété qui accompagne la maladie. Dans le cas où les fasciculations sont causées par une carence en magnésium, la supplémentation peut permettre de réduire les symptômes.
Dans la majorité des cas, la sévérité des symptômes peut-être significativement réduite en réduisant le stress quotidien. Ils peuvent être totalement annihilés. Des façons courantes de réduire le stress sont : plus d'exercice physique, plus de sommeil, moins de travail, la méditation, et l'élimination de toutes les formes de caféine de l'alimentation. L'exercice physique peut cependant augmenter temporairement l'intensité des symptômes, en particulier la fréquence des fasciculations, mais les fait disparaître à terme en rééquilibrant les systèmes sympathique et parasympathique.
Si des douleurs musculaires accompagnent les fasciculations, il peut être conseillé au patient de prendre des traitements antalgiques tels que le paracétamol ou l'ibuprofène pendant les périodes de douleur. Le patient devrait cependant discuter avec son médecin de la possibilité d'utiliser ces traitements à long terme et de l'absence de contre-indications.

## Pronostic
Le pronostic pour les patients ayant un syndrome de fasciculations bénignes est généralement bon voire excellent. Il n'existe aucun dommage à long terme connu. Il est possible pour les patients de souffrir d'anxiété même après le diagnostic de maladie bénigne. Ces patients sont généralement renvoyés vers d'autres professionnels de santé spécialisés dans la gestion du stress et de l'anxiété.
Des rémissions spontanées ont été observées, et dans le cas où l'anxiété est un facteur contribuant majeur, les symptômes sont typiquement atténués ou annihilés lorsque cette anxiété est traitée. Dans une étude menée par la Mayo Clinic, 121 patients souffrant de la maladie furent suivis 2 à 32 ans après le diagnostic avec une moyenne de 7 ans,. Aucun cas de progression du BFS vers une maladie plus grave ne fut observé, et 50 % des patients rapportent une amélioration significative des symptômes depuis leur diagnostic. Seuls 4 % des patients ont rapporté une aggravation des symptômes depuis le diagnostic.

## Anxiété et fasciculations
Les fasciculations sont parfois source d'anxiété qu'il peut alors être nécessaire de prendre en charge en rassurant le patient sur leur caractère constamment bénin[réf. nécessaire].